# 阿戈司他
阿戈司他是用于治疗某些高雪氏症的试验性药物。它由Amicus Therapeutics和沙尔药厂研发，直到2009年因在临床试验中失败而终止研发。阿戈司他以酒石酸盐形式服用。

## 作用机理
代谢葡糖脑苷脂需要β-葡萄糖脑苷脂酶，但高雪氏症患者因为基因突变，其β-葡萄糖脑苷脂酶的蛋白质结构异常，导致活性降低。一部分高雪氏症因N370S突变而起。阿戈司他可与N370S突变的β-葡萄糖脑苷脂酶结合并纠正蛋白质结构，使其活性提高三倍。

## 发现及研发
阿戈司他于1994年被发现，合成方法如下：
Amicus Therapeutics为阿戈司他申请专利，也与沙尔药厂签了关于阿戈司他的合作协议。:13欧洲药品管理局及美国食品药品监督管理局:10认定阿戈司他是罕用药。
2009年，由于阿戈司他未通过II期临床试验，沙尔公司终止了合作协议，Amicus Therapeutics决定不再研发阿戈司他。:2,10,11Amicus Therapeutics的阿戈司他专利已于2015年过期。:12